# Circus Ronaldo
Circus Ronaldo is een Belgisch circus, met als thuisbasis Muizen bij Mechelen.

## Historie
Het gezelschap werd opgericht in 1971 door de broers Jan en Herman Van den Broeck onder de naam Circus Ricardo. Enkele jaren later stapte Herman Van den Broeck uit het circus en kreeg het gezelschap de naam Circus Ronaldo, naar Jans artiestennaam Johnny Ronaldo. De kinderen van Jan Van den Broeck, Danny  en David, kozen ervoor om in het circusleven te stappen. Zij zouden het circusgezelschap een nieuwe artistieke wending geven door terug te grijpen naar de foortheatertraditie van hun voorvaderen, Adolf-Peter Van den Berghe, Willem Van den Berghe en Jan Van den Berghe.
Sinds 1995 maakt het gezelschap circustheater. In 1998 werd het circus benoemd tot Cultureel Ambassadeur van Vlaanderen. In 2001 verscheen het fotoboek Circus Ronaldo (uitgeverij Pelckmans & Biblio) en in 2011 verscheen naar aanleiding van de veertigste verjaardag het tweede fotoboek De illusie voorbij: Circus Ronaldo - spiegel van het leven (uitgeverij Vrijdag).
Begin 2012 werd Johnny Ronaldo verkozen tot meest verdienstelijke Mechelaar 2011 door het Koninklijk Verbond der Mechelse Geburenkringen. Johnny Ronaldo overleed op 7 december 2020 op 87-jarige leeftijd.
In 2021 is een nieuwe brug in Muizen, bij Mechelen, als eerbetoon naar hem vernoemd.
Begin februari 2021 kondigde het circus de aankoop van de oude cinema Rex te Berlaar aan.  Zij zullen die renoveren om er een theaterzaal van te maken met ruimte voor circus, voorstellingen, film en verenigingen. In mei 2024 speelde het circus 5 benefietvoorstellingen van La Cucina dell'Arte ten voordele van de start van de renovatie van de cinema.
In 2023 vierde circus Ronaldo de 20ste verjaardag van La Cucina dell'Arte, de voorstelling die in 2003 in première ging. Ze speelden intussen al meer dan 600 keer deze succesvoorsteling.

## Producties
- Commediantentheater (1995)
- Lazzi (1998)
- Brick a barak (1999)
- Fili (1999)
- La Cucina dell'Arte (2003)
- Circenses (2009)
- Amortale (2013)
- Een wonderlijke Kerst van circus Ronaldo (2014)
- Fidelis Fortibus (2015)
- Swing (2018)
- Applaus (2020)
- Sono io (2021)
- Da Capo (2023)

## Fotogalerij

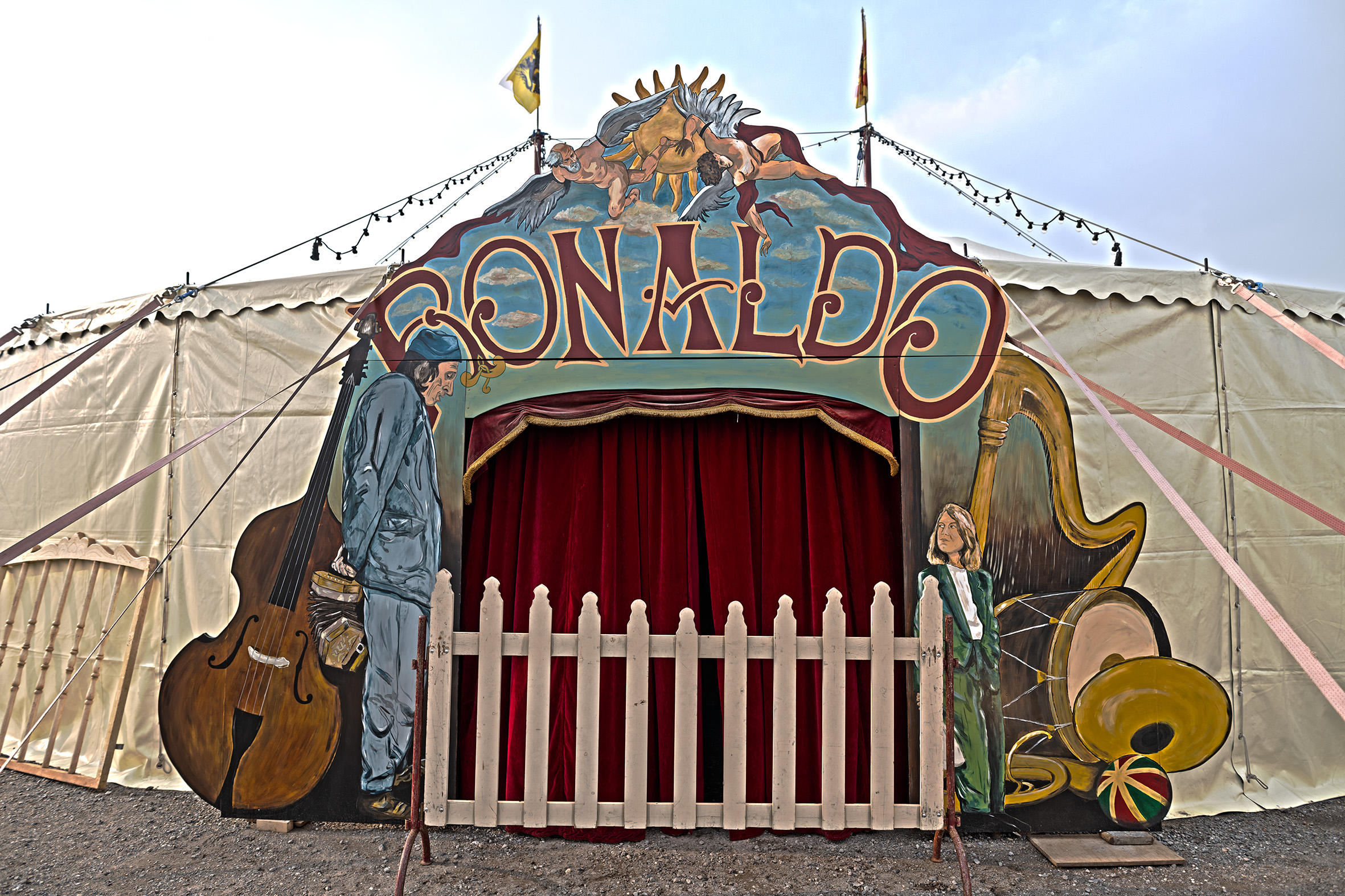
Tent "Ronaldo" van Circus Ronaldo
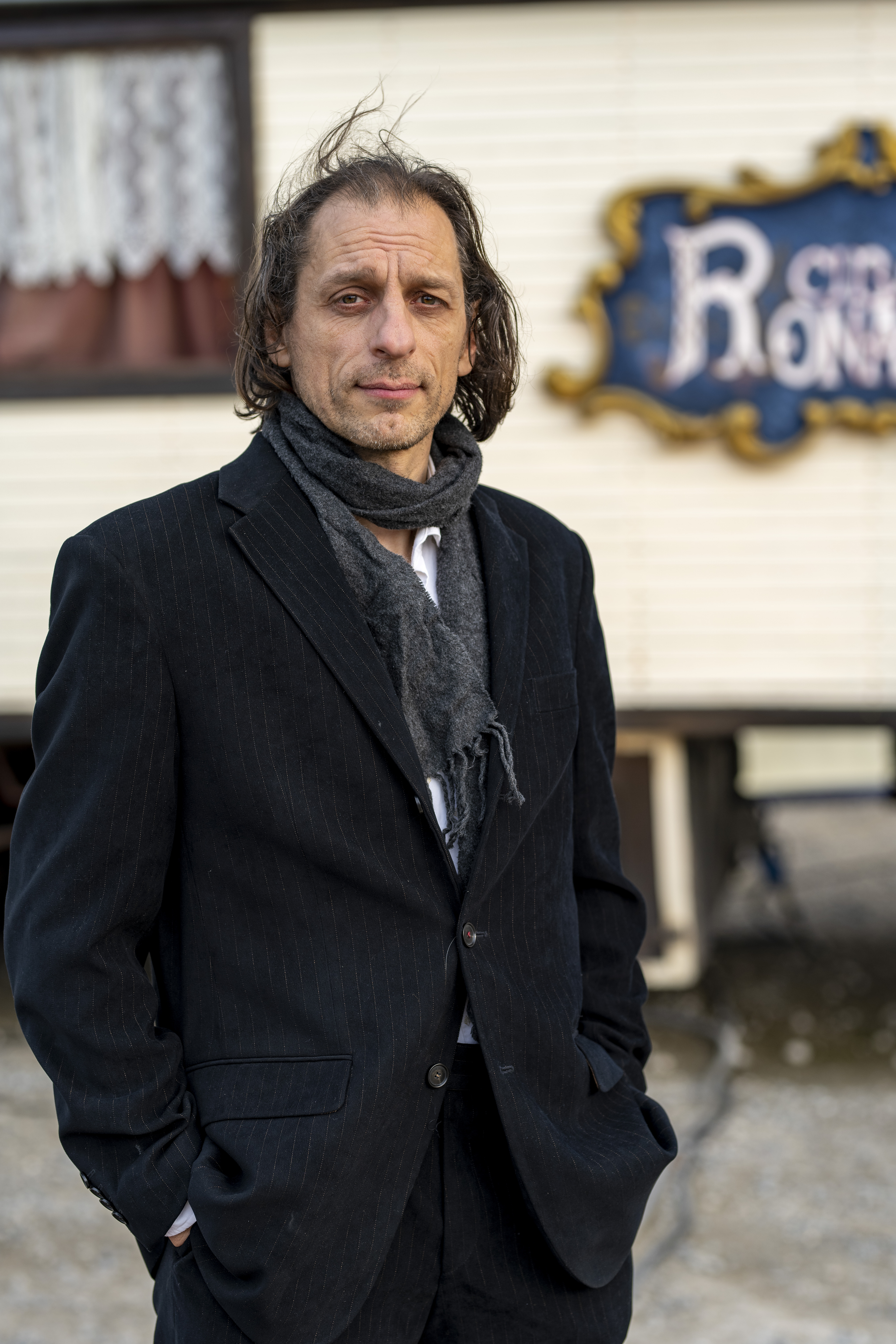
Danny Ronaldo
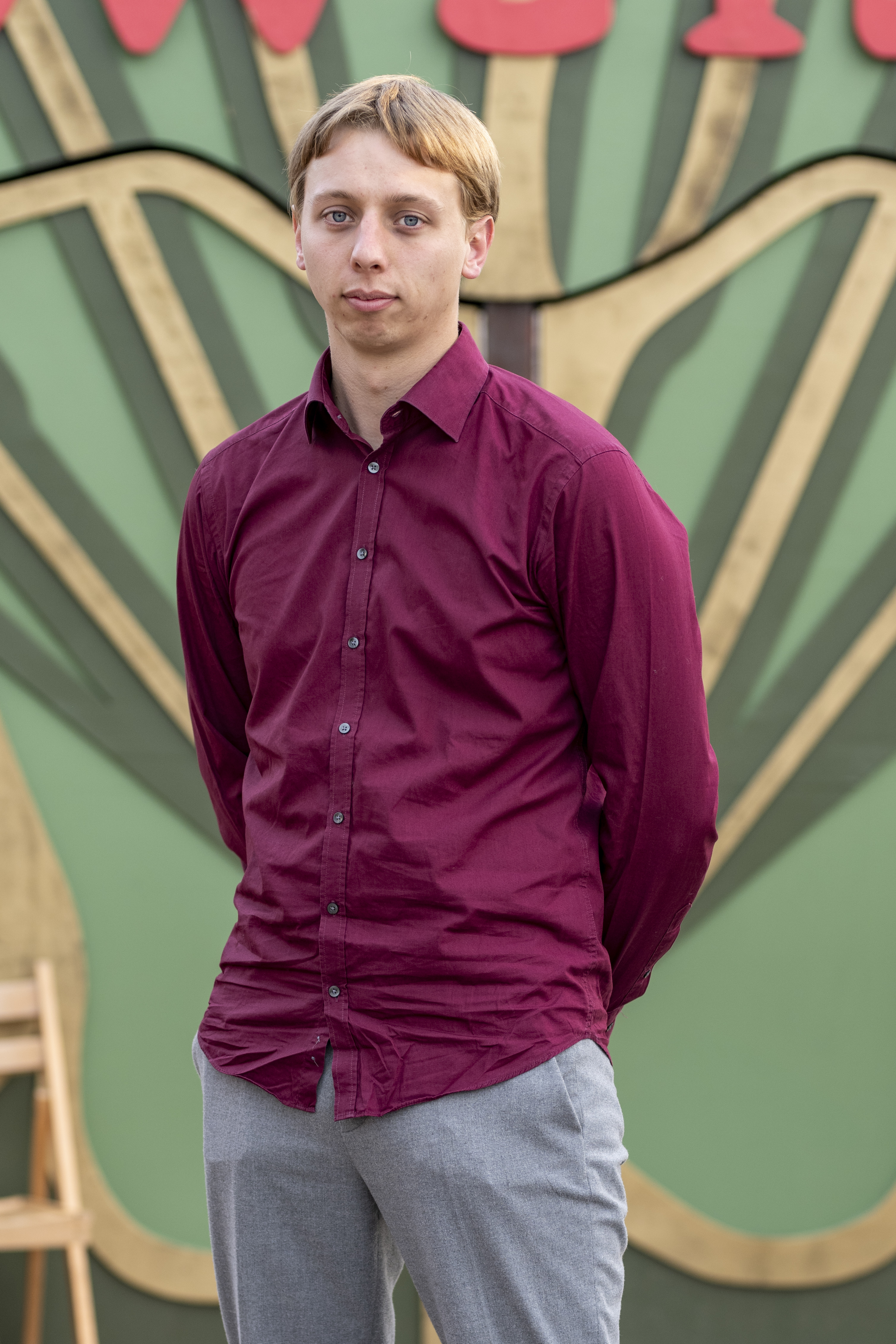
Nanosh Ronaldo
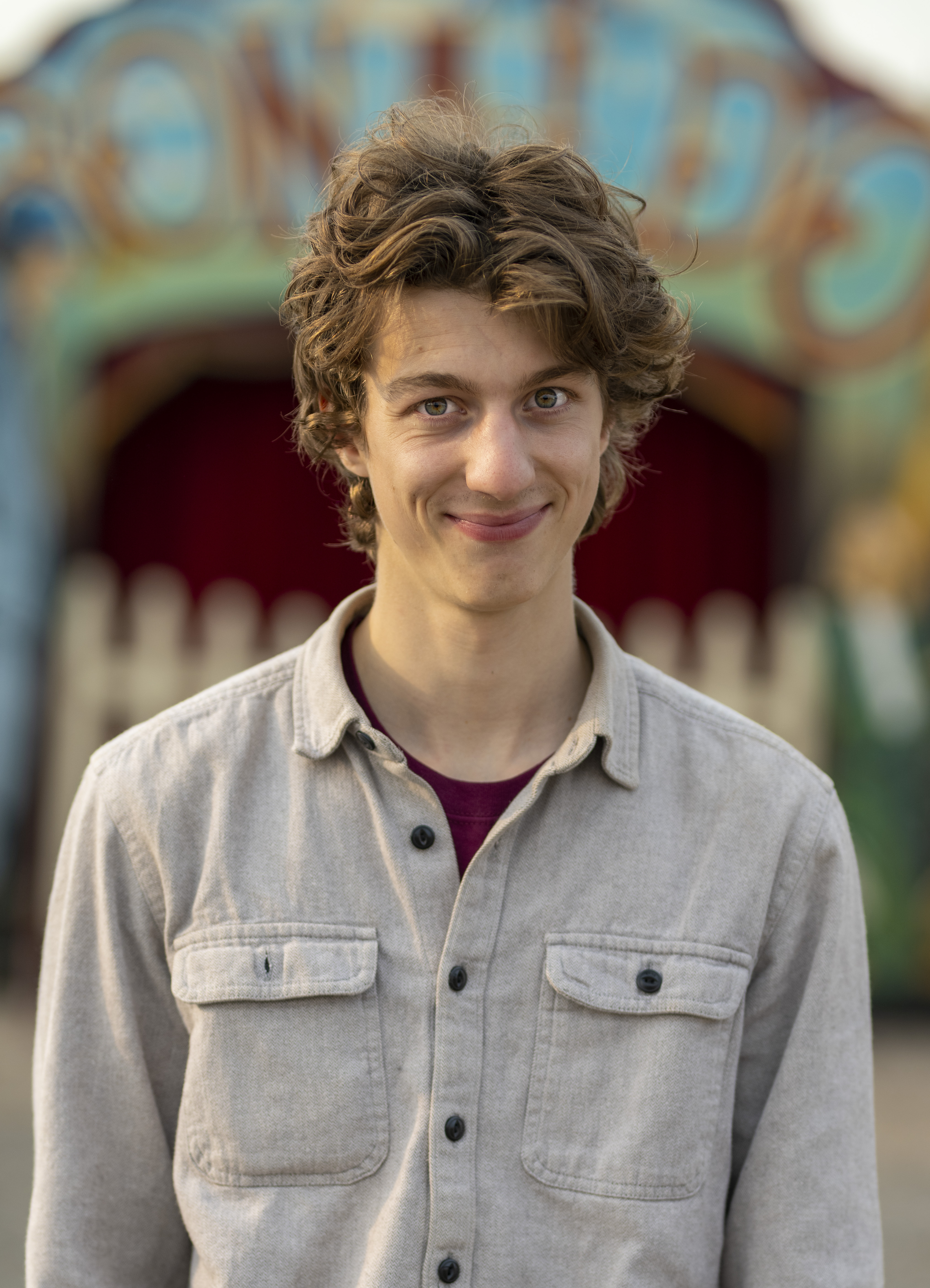
Pepijn Ronaldo
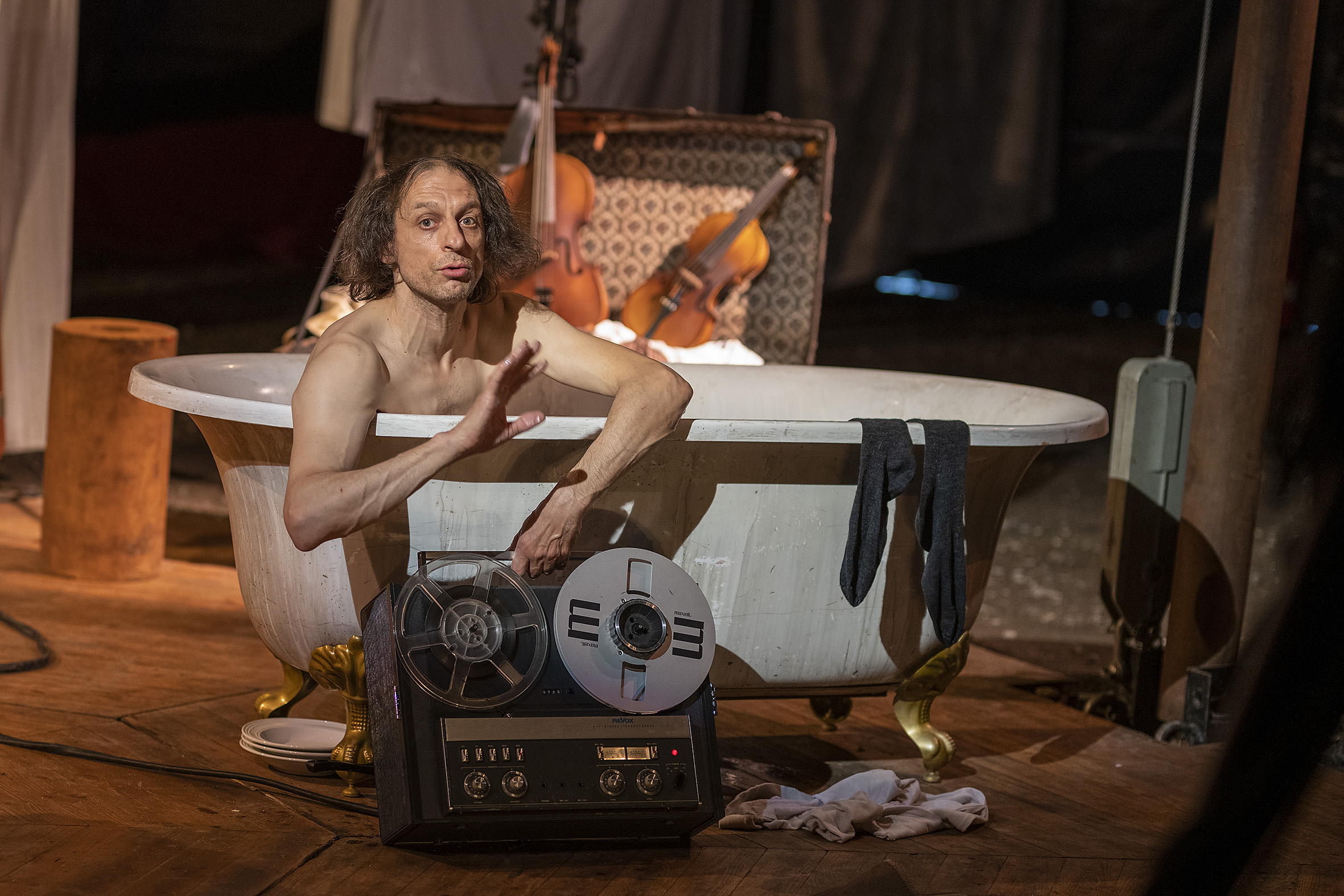
Danny Ronaldo
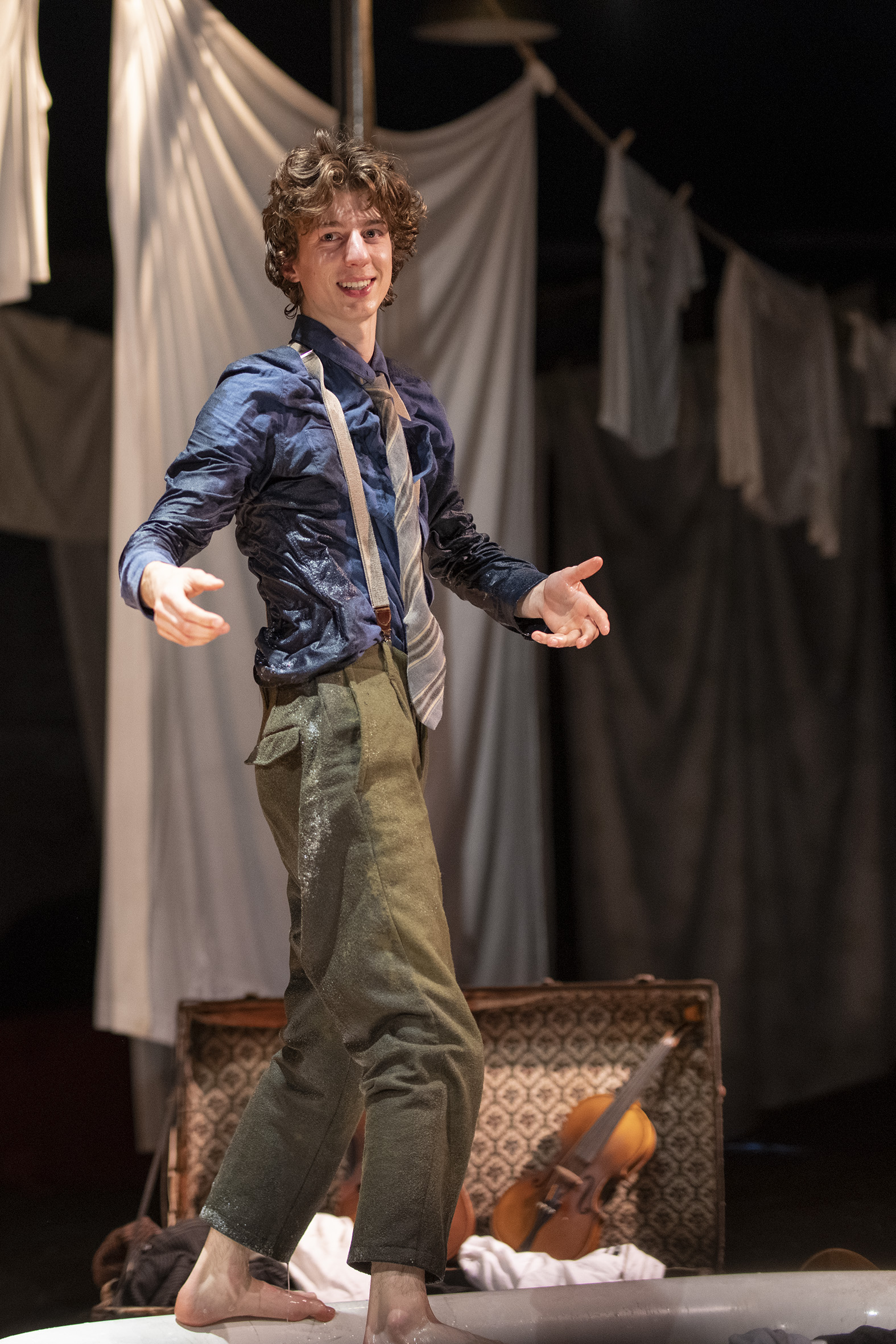
Pepijn Ronaldo
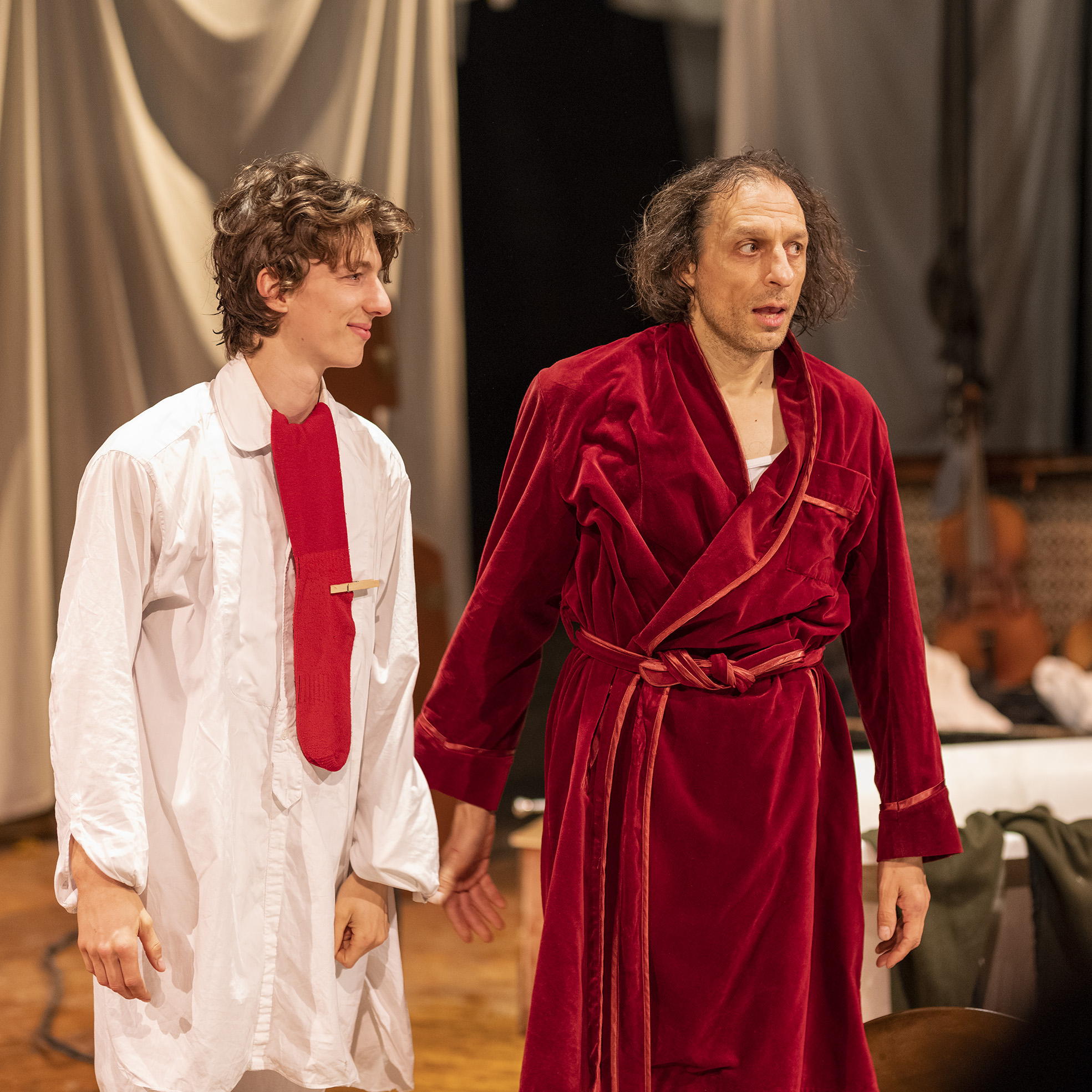
Danny en Pepijn Ronaldo in Sono io
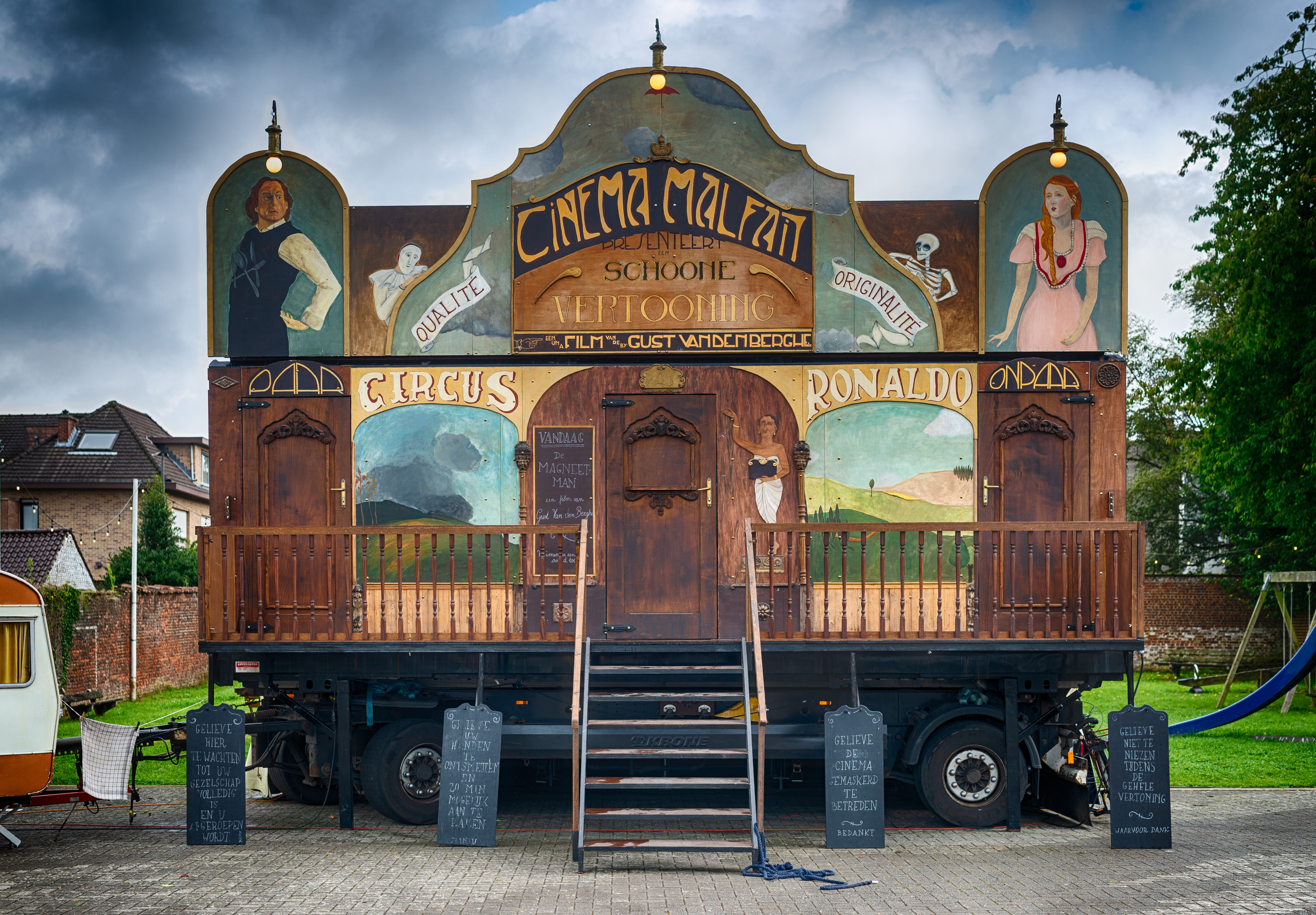
Cinema Malfait Circus Ronaldo in 2021
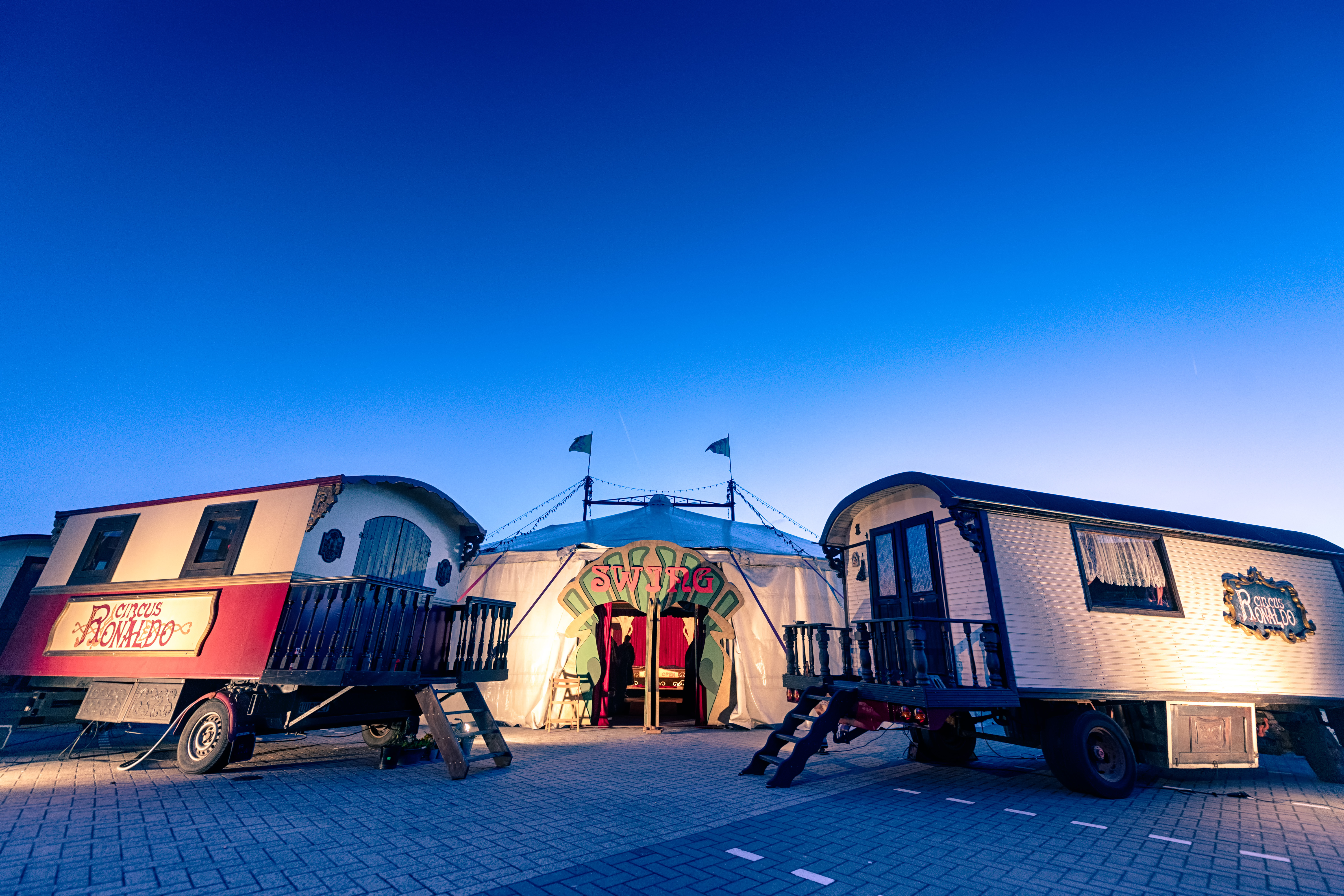
Circus Ronaldo met Swing in 2019
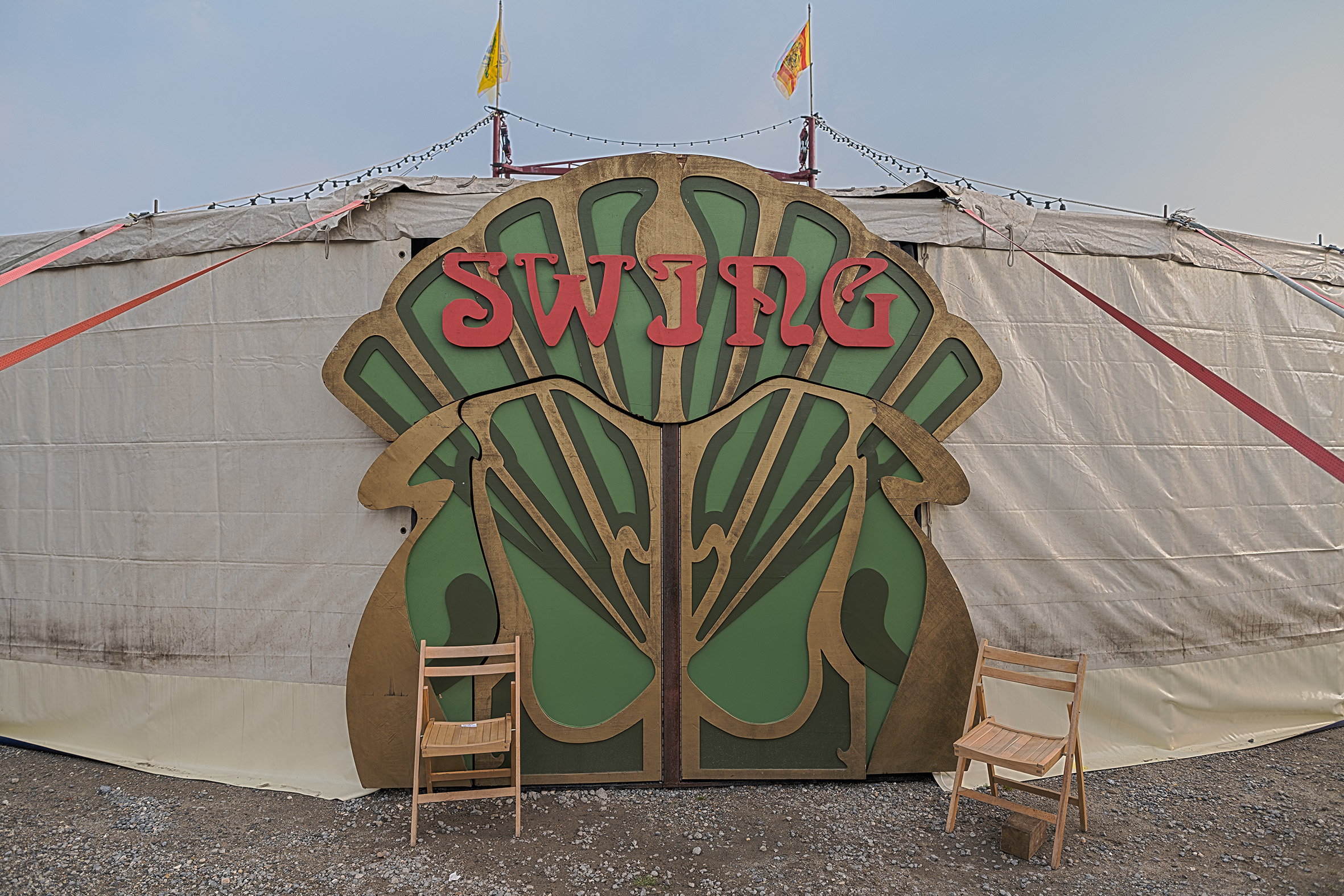
Tent "Swing" van Circus Ronaldo
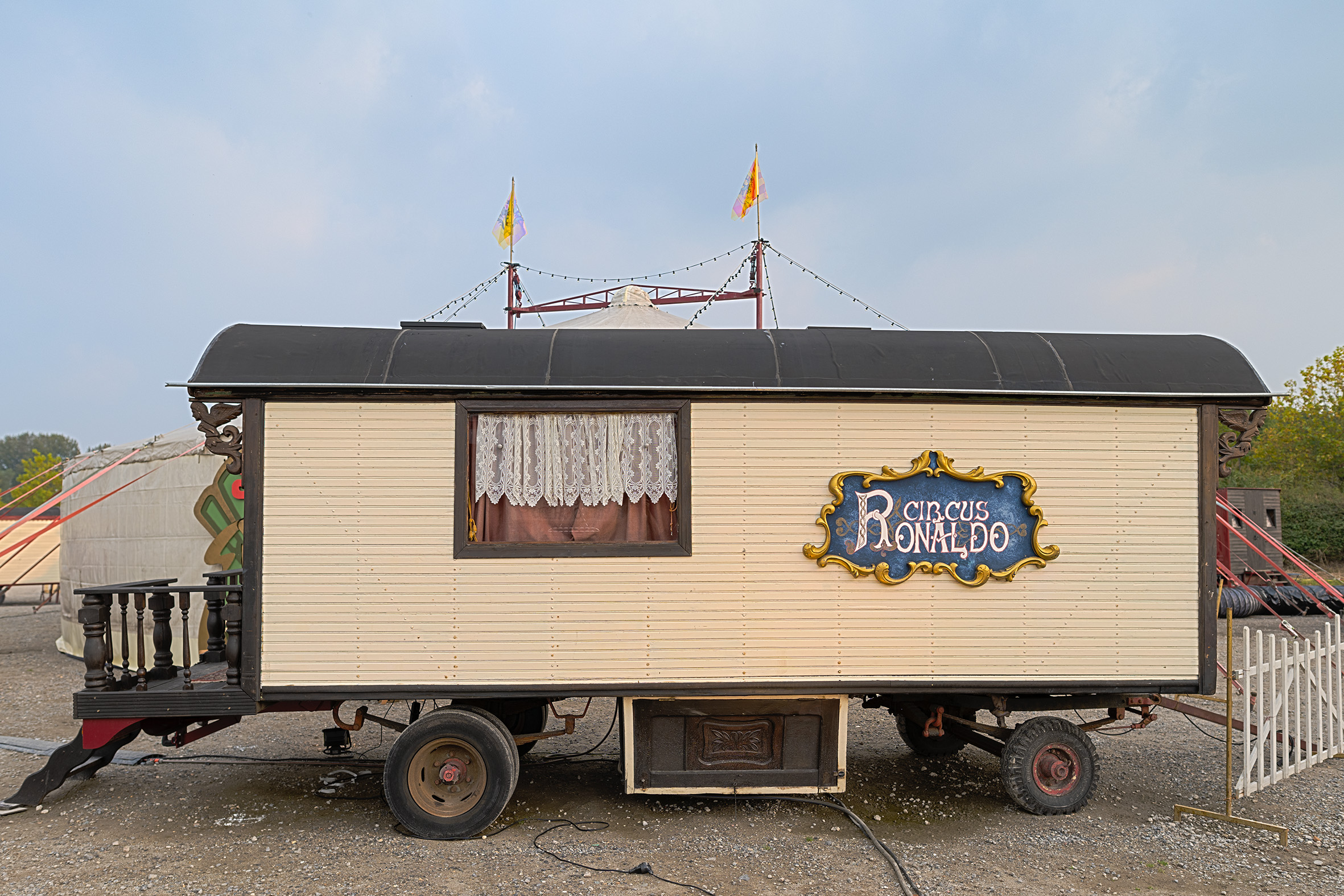
Circuswagen van Circus Ronaldo
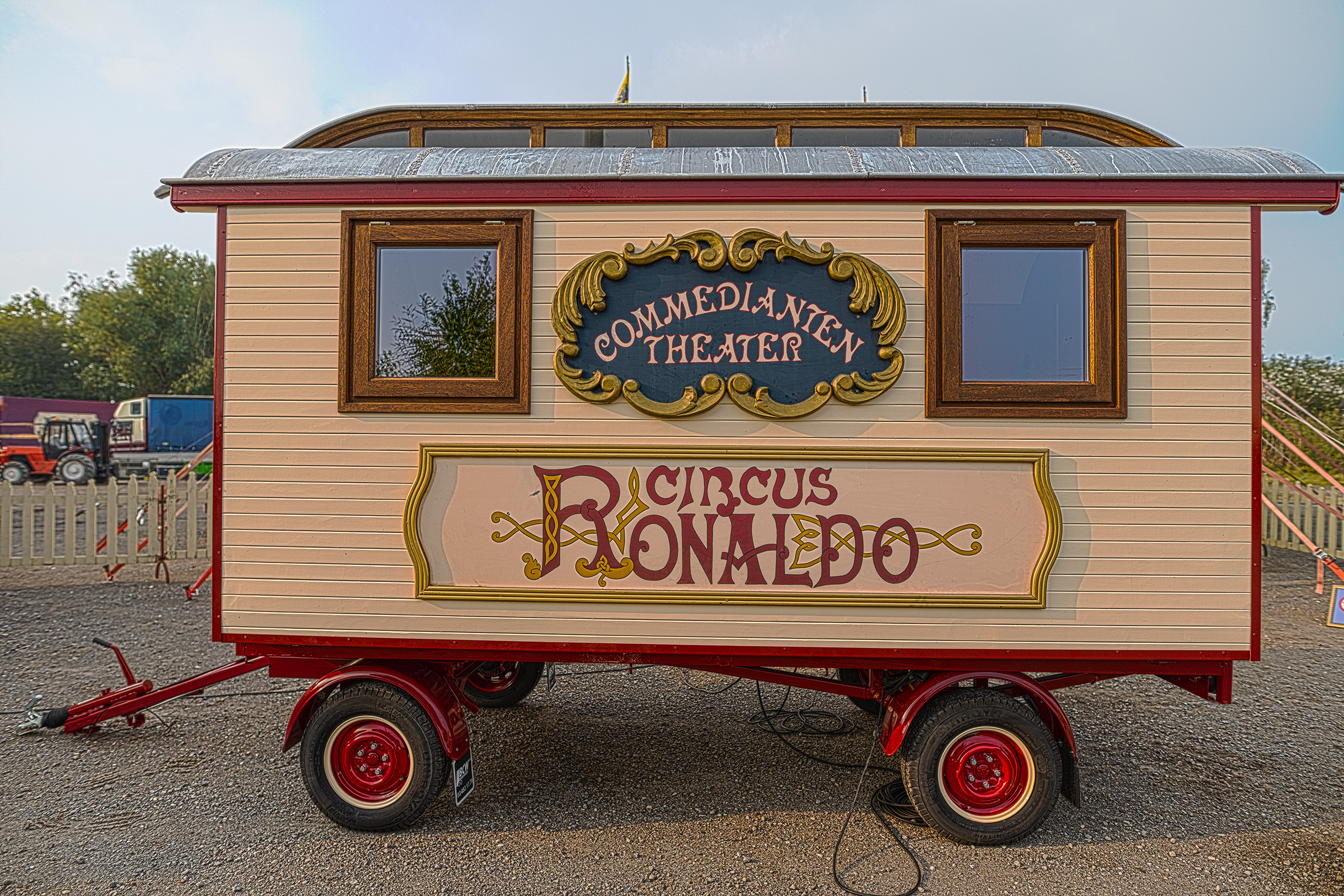
Circuswagen Commediantentheater van Circus Ronaldo
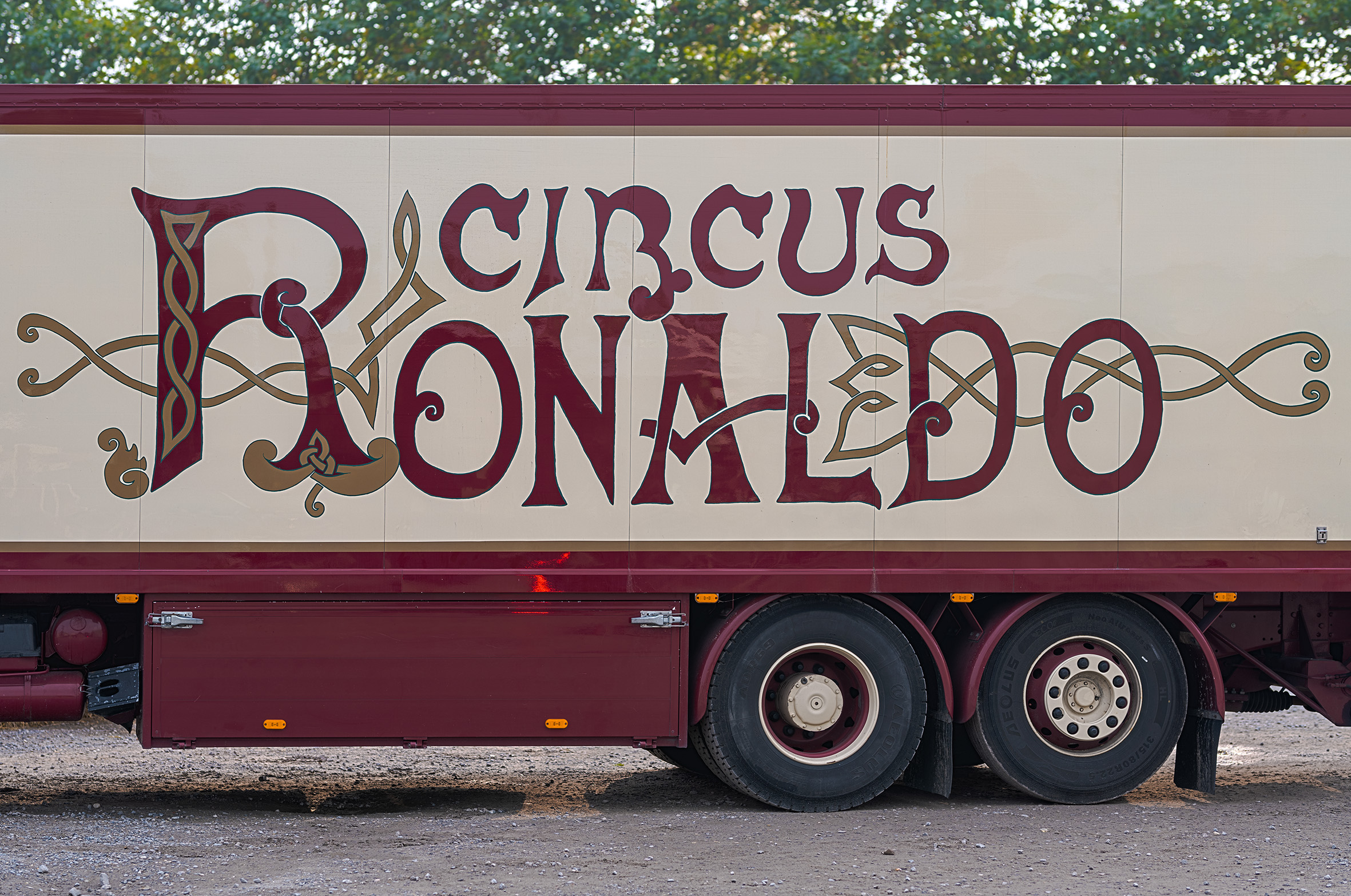
Vrachtwagen Circus Ronaldo
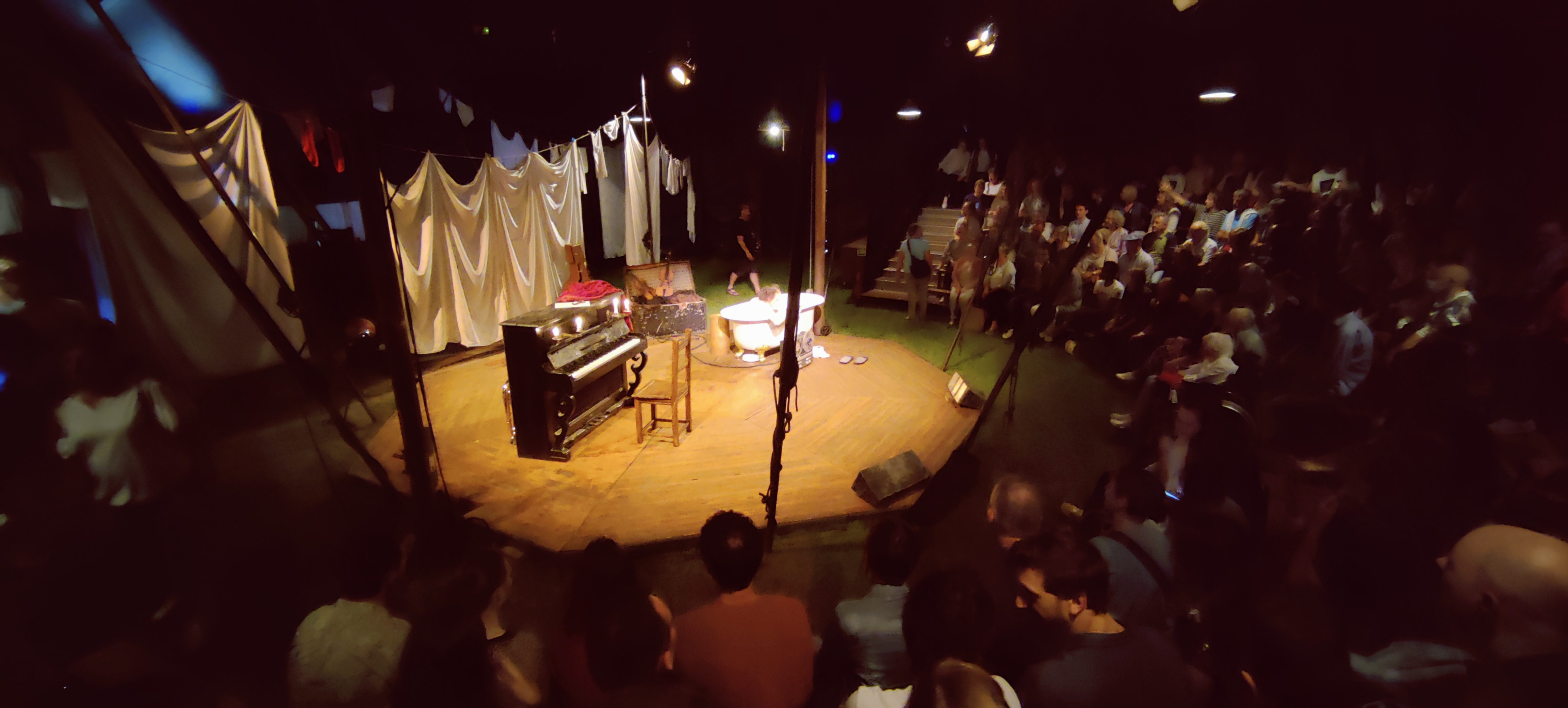
Sono io? van Circus Ronaldo